# Ракуяма, Такаси
Такаси Ракуяма (яп. 楽山孝志 Ракуяма Такаси, 11 августа 1980, Уодзу, Тояма) — японский футболист, полузащитник.

## Карьера
После учёбы в старшей школе Симидзу и университете Тюкё, подписал контракт с клубом «ДЖЕФ Юнайтед Итихара Тиба». В 2008 году потерял место в составе и перешёл на правах аренды в клуб второго дивизиона «Санфречче Хиросима». Вместе с «Санфречче» добился повышения в классе, после чего перешёл в клуб окончательно.
В июле 2010 года подписал контракт сроком на один год с российским клубом «Химки». В феврале 2011 года расторг контракт по обоюдному согласию.